# ماركو باكيتش
ماركو باكيتش (بالإنجليزية: Marko Bakić)‏ و (بالصربية: Mapкo Бакић) وهو لاعب كرة قدم مونتينيغري ولد في يوم 1 نوفمبر 1993 في بلدة بودفا في الجبل الأسود في جمهورية يوغسلافيا الاتحادية يلعب حالياً مع نادي فيورينتينا في مركز وسط مهاجم كما سبق له اللعب مع نادي تورينو في إيطاليا كما سبق له اللعب مع نادي موغرين في الجبل الأسود وقد لعب أيضاً مع منتخب الجبل الأسود لكرة القدم في عام 2012 ويبلغ طوله 185 سم.

## روابط خارجية
- ماركو باكيتش على موقع الاتحاد الدولي (مؤرشف)  (الإنجليزية)
- ماركو باكيتش على موقع الاتحاد الأوربي (الإنجليزية)
- ماركو باكيتش على موقع قاعدة بيانات كرة القدم.إي يو (الإنجليزية)
- ماركو باكيتش على موقع ناشيونال فوتبول تيمز (الإنجليزية)
- ماركو باكيتش على موقع Soccerway.com (الإنجليزية)